# Canaea ryukyuensis
Canaea ryukyuensis är en fjärilsart som beskrevs av Inoue 1965. Canaea ryukyuensis ingår i släktet Canaea och familjen Thyrididae. Inga underarter finns listade i Catalogue of Life.